# Ferdinand Walter
Ferdinand Walter, född 30 november 1794 i Wetzlar, död 13 december 1879 i Bonn, var en tysk jurist.
Walter blev 1818 privatdocent vid Heidelbergs universitet samt 1819 e.o. professor och 1821 ordinarie professor vid Bonns universitet. Han utvecklade en fruktbar författarverksamhet inom både rättshistoria, rättsfilosofi och romersk rätt, Corpus juris Germanici antiqui (I–III, 1824), Deutsche Rechtsgeschichte (1853, andra upplagan 1857), Juristische Encyclopädie (1856), Geschichte des Römischen Rechts bis auf Justinian (I–II 1840, tredje upplagan 1860–61), Naturrecht und Politik im Lichte der Gegenwart (1863, andra upplagan 1871) förutom en mängd mindre skrifter. 
Störst betydelse hade Walters Lehrbuch des Kirchenrechts aller christlichen Confessionen (1822, 14:e upplagan genom Hermann Gerlach 1871), liksom många andra av Walters skrifter översatt till franska, italienska och spanska. Walter, som även deltog i det politiska livet och uppträdde som icke-juridisk författare, bland annat Das alte Wales (1859), utgav 1865 Aus meinem Leben.